# Monte Giluwe
O monte Giluwe é a segunda montanha mais alta da Papua-Nova Guiné (a mais alta é o monte Wilhelm). Atinge 4367 m de altitude e tem isolamento topográfico de 129,62 km. É o vulcão mais alto da Oceania, sendo assim um dos "Sete cumes vulcânicos".
A sua última erupção terá ocorrido há mais de 200 000 anos. O monte Giluwe teve erupções subglaciares durante a glaciação de Würm